# Paula Ludwig-Freundschaften und Wege
Paula Ludwig – Freundschaften und Wege ist ein Theaterstück von Friederike Pöhlmann-Grießinger und Roland Eugen Beiküfner.

## Geschichte
„Paula Ludwig – Freundschaften und Wege“ wurde von Friederike Pöhlmann-Grießinger und Roland Eugen Beiküfner von der Theater- und Kulturgruppe Kunst und Drama aus Nürnberg auf Anregung von Frau Ulrike Längle und Jürgen Thaler vom Franz-Michael-Felder-Archiv in Bregenz geschrieben und am 6. April 2018 im Theater am Saumarkt anlässlich der 800-Jahr-Feier der Vorarlberger Stadt Feldkirch in Österreich, unter der Leitung von Sabine Benzer, uraufgeführt. Das theatertechnisch aufwandsarme Stück mit Leinwandprojektionen behandelt in einem Akt das Leben und Werk der Dichterin und Malerin Paula Ludwig (5. Januar 1900 bis 27. Januar 1974). Die Uraufführung begleitete die Cellistin Johanna Eras und der Geiger Thomas Müller mit Kompositionen von Georg Philipp Telemann, Felix Mendelssohn Bartholdy, Luigi Boccherini, Reinhold Gliére, Ignaz Lachner, Peter Tschaikowsky, Béla Bartók, Johann Sebastian Bach und Issac Albéniz. Das Theaterstück ist der dritte Teil der Kunst- und Drama-Literaturtheaterreihe Trilogie der vergessenen Literaten. Die Deutsche Erstaufführung fand am 21. Juni 2018 in Nürnberg statt. Ebenfalls unter der musikalischen Begleitung von Johanna Eras und Thomas Müller. Anlässlich des 120. Geburtsjahres von Paula Ludwig erfolgte eine Wiederaufnahme des Biographie-Theaters am 10. September 2020 im österreichischen Nenzing unter der Leitung von Helmut Schlatter mit musikalischer Begleitung von Maximilian Martin Altmannsberger vom Vorarlberger Landeskonservatorium an der klassischen Gitarre. Für diese Vorstellung übernahm der Galerist Erhard Witzel aus Dornbirn das Patronat. Anlässlich des 50. Todestages von Paula Ludwig am 27. Januar 2024 wurde Kunst und Drama von der Marktgemeinde Götzis und dem Forum Eschelbach eingeladen das Theaterstück im Jonas-Schlössle in Götzis aufzuführen.

## Handlung
Das Theaterstück handelt von Vorbereitungen zu einem dokumentarischen Film des ausführenden Filmproduzenten Karl Gustav aus Düsseldorf, gespielt von Roland Eugen Beiküfner, und der Münchner Schauspielerin Hanna Stoll, gespielt von Friederike Pöhlmann-Grießinger. Auf Entscheidungen von Fördergremien, weiteren Besetzungen sowie Drehbüchern wartend, beginnen die beiden anhand von antiquarisch erworbenen Büchern, literarischen Besprechungen, Notizen und weiteren Informationsquellen, sich der weitgereisten Künstlerin Paula Ludwig von ihren Vorarlbergern Wurzeln anzunähern und probeweise Texte und Szenen zu proben.

## Chronologie
- 22. Februar 2018: Nürnberg, KunstKulturQuartier, Gäste&Buch (Lesung der Gedichte von Paula Ludwig)
- 5. März 2018: Erlangen, Bund der Akademikerinnen (Projektvorstellung unter der Leitung von Ingeborg Lötterle)
- 6. April 2018: Feldkirch (A), Theater am Saumarkt (Welturaufführung anlässlich "800 Jahre Feldkirch))
- 21. Juni 2018: Nürnberg, Desi (Deutsche Erstaufführung)
- 6. Februar 2019: Nürnberg, Desi
- 11. Mai 2019: Nürnberg, Kulturladen Ziegelstein (Im Rahmen der Reihe "Poetische Klänge")
- 14. November 2019: Feucht, Galerie Bernstein
- 10. November 2019: Chur (CH), Hotel Stern
- 10. September 2020: Nenzing (A), Artenne (Zum 120. Geburtsjahr unter der Schirmherrschaft von Erhard Witzel, QuadrART, Dornbirn)
- 19. Oktober 2022: Wien (A), Ärztekunstverein (Im Rahmen der Ausstellung "Friede durch Frauen")
- 19. März 2023: Nürnberg (D), Historischer Kunstbunker
- 27. Januar 2024: Götzis (A), Junker Jonas-Schlössle (Anlässlich des 50. Todestages von Paula Ludwig)
- 18. Oktober 2024: Leipzig (D), Zweigbibliothek (Anlässlich Symposium Deutschsprachiger Akademikerinnen)
- 28. März 2025: Nürnberg (D), Galerie Röver